# Damir Kalogjera
Damir Kalogjera (Korčula, 27. srpnja 1932. – 24. travnja 2023.), hrvatski anglist i kroatist.

## Životopis
U Zagrebu diplomirao engleski i hrvatski jezik i književnost. Asistent u Sarajevu od 1957. godine. Od 1964. predavač Odsjeku za anglistiku Filozofskoga fakulteta u Zagrebu. Na istom sveučilištu doktorirao 1965. Redoviti profesor od 1982. godine. Profesor emeritus od 2003. Bavio se engleskim jezikoslovljem, sintaksom i sociolingvistikom. Prvo područje njegova znanstvenog zanimanja bila je engleska gramatika, potom se bavio kontrastivnom analizom engleskoga naspram hrvatskog jezika, a od 1970-ih veće zanimanje iskazao za sociolingvistička pitanja. U području hrvatskog jezika značajno pridonio istraživanju govora rodnog mu otoka Korčule.